# L'Affaire du siècle (campagne associative)
Pour les articles homonymes, voir L'Affaire du siècle.
L'Affaire du siècle est une campagne de justice climatique en France initiée par quatre associations (Fondation pour la nature et l'homme, Greenpeace France, Notre affaire à tous et Oxfam France) le 17 décembre 2018 visant à poursuivre en justice l'État pour inaction en matière de lutte contre le réchauffement climatique.
La pétition en ligne associée devient la plus signée en France en moins d'une semaine, collectant deux millions de signatures en un mois.
Les réponses du gouvernement étant jugées insuffisantes, un recours contre l'État est déposé auprès du tribunal administratif de Paris le 14 mars 2019.
Le 3 février 2021, dans une décision que les associations considèrent comme « une victoire historique pour le climat », le tribunal administratif reconnaît la faute de l'État, et ordonne un complément d'information avant de se prononcer sur l'injonction à agir. En octobre, le tribunal ordonne au Premier ministre de prendre d'ici au 31 décembre 2022 « toutes les mesures utiles » pour réparer le préjudice.
En juin 2023, plusieurs ONG saisissent de nouveau la justice, pour réclamer une astreinte financière de 1,1 milliard d'euros à l'État, pour manquement à ses objectifs. Le 22 décembre 2023, le tribunal administratif de Paris reconnaît « que l'État, conformément à l'injonction qui lui avait été faite, avait adopté ou mis en œuvre des mesures de nature à réparer le préjudice en cause » et déboute donc ces ONG, le recourt étant pendant en 2025 devant la Cour administrative d'appel.

## Précédents

### Pays-Bas
En 2013, aux Pays-Bas, la Fondation Urgenda intente au nom de 886 citoyens un procès contre le gouvernement des Pays-Bas « pour ne pas avoir pris des mesures suffisantes pour réduire les émissions de gaz à effet de serre qui sont à l'origine de changements climatiques dangereux ». En 2015, le tribunal de district de La Haye statue que le gouvernement devait faire davantage pour réduire les émissions de gaz à effet de serre afin de protéger ses citoyens des changements climatiques. Cette décision est décrite comme un « jugement établissant un précédent » et comme « le premier procès en responsabilité climatique » au monde. Le 9 octobre 2018, la cour d'appel de La Haye confirme le jugement de 2015 en conséquence de quoi, en septembre 2020, la Chambre des représentants néerlandaise adopte une motion de la Appel chrétien-démocrate, du Parti populaire pour la liberté et la démocratie, du Parti pour la liberté et du Parti politique réformé, demandant au gouvernement d’étudier comment les Pays-Bas peuvent encourager les entreprises à investir à nouveau dans l’énergie nucléaire,.

### Pakistan
Au Pakistan, en 2015, un conseil climatique est mis en place, pour contraindre le gouvernement à agir.

### États-Unis
En 2015 également, une plainte de 21 enfants donne lieu à une affaire surnommée « la jeunesse contre les États-Unis »  visant le gouvernement américain pour inaction face au réchauffement climatique. Le procès devait débuter le 29 octobre 2018, mais le 19 octobre, la Cour suprême américaine gèle la procédure.

### Colombie
Le 5 avril 2018, la Cour suprême de Colombie ordonne au gouvernement de mettre fin à la déforestation de la forêt amazonienne.

### Monde
En mai 2017, un rapport du Programme des Nations unies pour l'environnement recensait neuf cents procès climatiques.

## Principe d'action
Le principe juridique consiste tout d’abord en une demande préalable indemnitaire sous la forme d'une lettre précisant les griefs et émise par les quatre associations d’intérêt général.
Puis un recours devant le tribunal administratif de Paris demandant que l’État soit contraint au respect de ses engagements en termes de diminution des émissions de gaz à effet de serre françaises, après que soit reconnue l'existence d'un préjudice écologique.
Pour l'avocat de Greenpeace France, le recours « n’est pas une « plainte contre le gouvernement » ». Il explique que le tribunal administratif ici saisi est « la juridiction administrative chargée de juger au quotidien les activités de l’administration française, donc de l’État ». En effet selon lui, celui-ci « est tenu par une obligation générale de lutte contre le changement climatique qui suppose, notamment, de prendre des mesures destinées à protéger les milieux naturels et, plus largement, de limiter, et si possible, éliminer, les dangers liés au changement climatique ». Le recours demande donc que l’État soit contraint à prendre des mesures qui permettent de réduire les émissions de gaz à effets de serre (GES) à un « niveau compatible avec l’objectif de contenir l’élévation de la température moyenne de la planète sous le seuil de 1,5 °C par rapport aux niveaux préindustriels » et, plus largement, toutes les dispositions nécessaires pour remplir les objectifs concernant les GES, les énergies renouvelables, l’adaptation au changement climatique, et les mesures indispensables pour « assurer la protection de la vie et de la santé des citoyens » face aux risques connus liés au changement climatique.

## Chronologie

### Pétition
Le 17 décembre 2018, la Fondation pour la nature et l'homme, Greenpeace France, Notre affaire à tous et Oxfam France adressent un courrier conjoint d'une quarantaine de pages au président de la République Emmanuel Macron, au premier ministre Édouard Philippe ainsi qu'à une dizaine de membres de son gouvernement en vue d'enclencher un recours devant le tribunal administratif de Paris visant à faire sanctionner l’État pour « carence fautive »,,,.
Le 18 décembre 2018, le ministre de la transition écologique François de Rugy invite les quatre organisations à participer au grand débat national annoncé par Emmanuel Macron en réaction au mouvement des Gilets jaunes,.
Le 25 décembre 2018, après le succès de la pétition de soutien, devenue la pétition la plus signée en France en moins d'une semaine, François de Rugy déclare « J'ai été agréablement surpris. Je suis heureux que les citoyens s’expriment pour lutter contre le dérèglement climatique […] Mais ce n’est pas à des juges de forcer le gouvernement à prendre une loi »,. Il déclare également que la pétition peut-être considérée comme « une réplique au mouvement des Gilets jaunes qui parlent parfois de l’écologie comme un problème ».
Le 8 février 2019, François de Rugy appelle les signataires de la pétition de soutien à l'Affaire du siècle à dialoguer avec lui dans un communiqué sur Facebook ; il recevra les cent premiers à répondre à son invitation.
Cinq jours après son communiqué, le Modèle:Date-m, François de Rugy reçoit, avec le Premier ministre Édouard Philippe, les quatre associations à l’origine du recours et leur indiquent qu'il leur sera adressée une réponse écrite. La réponse arrive le 16 février 2019, publiant également une lettre de dix pages intitulée L’Action en faveur du climat de l’État français dans laquelle il détaille les actions effectuées par la France dans le cadre de la préservation de l'environnement et de la lutte contre le réchauffement climatique. Cependant, insatisfaites des réponses gouvernementales, les quatre associations confirment le 19 février 2019, qu'elles déposeront un recours contre l'État,.
Le 27 février 2019, François de Rugy reçoit les cent premiers citoyens ayant répondu à son invitation Facebook du 8 février (cinq-mille avaient répondu) et leur demande d'exprimer leurs opinions, analyses, et propositions. La réunion, d'une durée de 3 heures, est diffusée pendant 2 h 40 en direct sur le compte Facebook du Ministère de la transition écologique.
Le 7 mars 2019, une réunion sur la Transition écologique est organisée à Gréoux-les-Bains (Alpes-de-Haute-Provence) dans le cadre du Grand débat national, d'une durée de près de 5 heures. Le président Emmanuel Macron répond aux questions de citoyens et apporte des explications sur les actions du gouvernement,,.

### Recours en carence
Le 14 mars 2019, les quatre associations déposent un recours en carence devant le tribunal administratif de Paris, demandant que l’État soit contraint au respect de l'Accord de Paris sur le climat en termes de diminution des émissions de gaz à effet de serre, et que soit reconnue la notion de préjudice écologique,.
En décembre 2019, les ONGs lancent un appel à témoins pour construire la carte de France des changements climatiques. De plus, ces éléments envoyés par les citoyens pourront être versés au dossier juridique.
Le 23 juin 2020, le ministère de la transition écologique remet son mémoire en défense au nom de l’État et demande le rejet de la requête des quatre associations l'accusant d’inaction. Un mémoire en réplique est alors produit par les associations requérantes avant la clôture de l’instruction, prononcée le 4 septembre 2020.
Le 10 juillet 2020, dans le dossier - parallèle - de la pollution de l'air, l’État est condamné à une astreinte de 10 millions d’euros par semestre pour son inaction, « une décision historique en la matière » selon Le Monde.

### Décisions

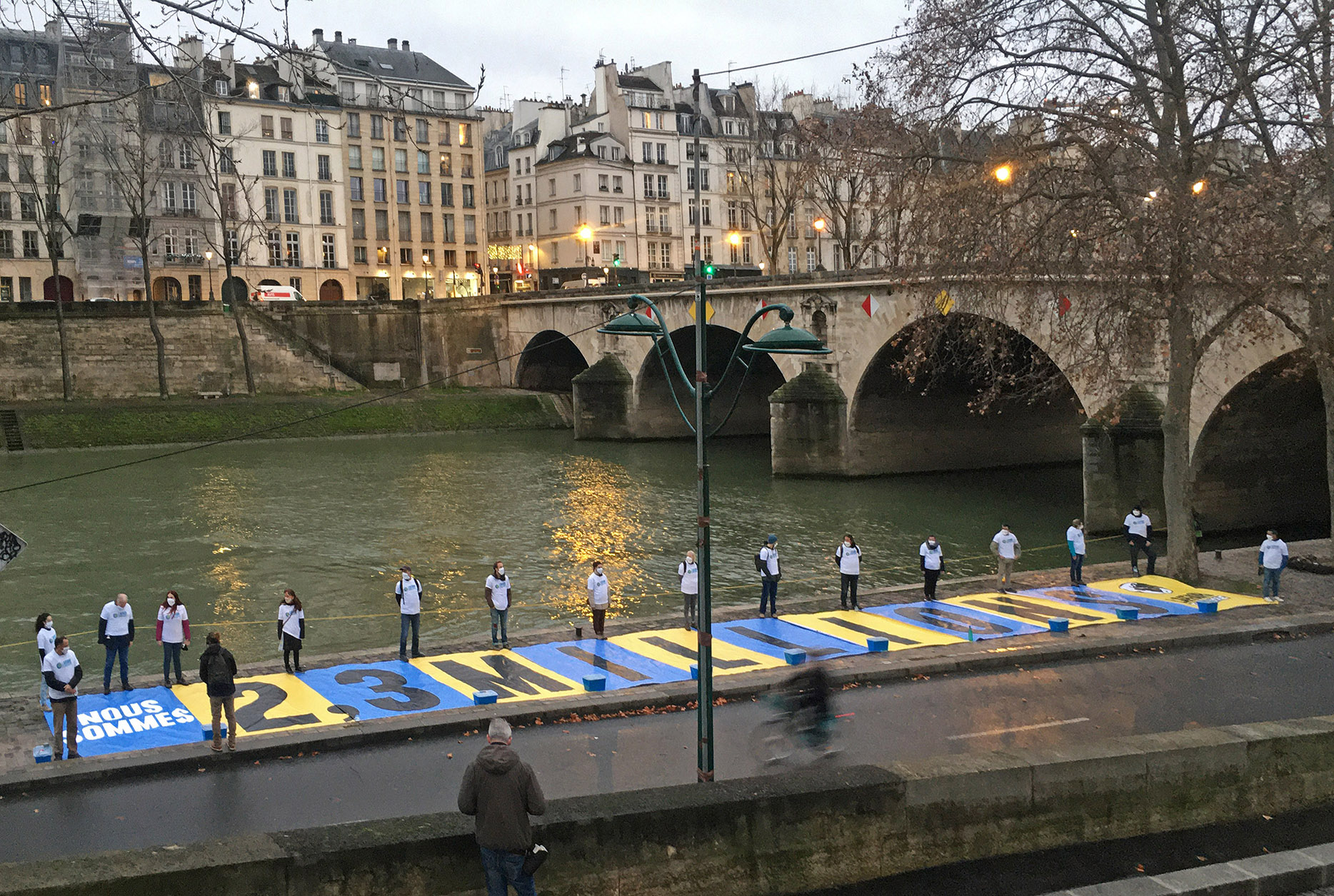
Manifestation en attente du jugement, le 14 janvier 2021 à Paris.

Le 14 janvier 2021, l'audience du recours se tient au tribunal administratif de Paris. La rapporteuse publique reconnaît la « carence de l'État », qui n'a pas respecté le budget carbone, en particulier entre 2015 et 2018. Elle recommande d'accorder une condamnation symbolique pour préjudice moral à trois des associations, excluant Notre affaire à tous, qu'elle considère comme créée trop récemment.
Le 3 février 2021, le tribunal administratif rend une première décision dans laquelle il reconnaît que l'État n'a pas respecté ses engagements sur la réduction des gaz à effet de serre et a donc commis une « faute » :

« À hauteur des engagements qu'il avait pris et qu'il n'a pas respectés dans le cadre du premier budget carbone, l'État doit être regardé comme responsable [...] d'une partie du préjudice écologique constaté »

Le tribunal alloue un euro symbolique pour préjudice moral aux quatre associations concernées. Le tribunal n'accorde pas l'euro symbolique demandé au titre du « préjudice écologique », considérant que les associations concernées n'ont pas démontré que celui-ci ne pouvait être réparé en nature, mais considère qu'elles sont fondées à demander cette réparation en nature. Les juges ordonnent également un supplément d'instruction de deux mois avant de se prononcer sur l'injonction à agir demandée, ouvrant la voie à d'éventuelles mesures contraignantes pour le gouvernement dans un deuxième jugement. Les associations saluent une « victoire historique »,.
Le 14 octobre 2021, le tribunal administratif rend une deuxième décision dans laquelle il ordonne au gouvernement de prendre « toutes les mesures utiles » pour « réparer le préjudice écologique » au plus tard le 31 décembre 2022. Il considère que la diminution d'émissions de gaz à effet de serre observée en 2020, bien que due principalement à la pandémie de Covid-19 et non à une action de l'État, doit être prise en compte pour l'évaluation du préjudice, qui se fait à la date de la décision. Le tribunal chiffre ainsi le préjudice restant à réparer à quinze millions de tonnes équivalent CO2, sur les soixante-deux demandées par les associations,.
En juin 2023, plusieurs ONG, dont Notre Affaire à tous, Greenpeace et Oxfam, saisissent de nouveau la justice pour réclamer une astreinte financière de 1,1 milliard d'euros à l'État, pour manquement à ses objectifs. Le 22 décembre 2023, le tribunal administratif de Paris reconnaît « que l'État, conformément à l'injonction qui lui avait été faite, avait adopté ou mis en œuvre des mesures de nature à réparer le préjudice en cause » et déboute donc ces ONG. Le Citepa évalue la baisse des émissions à 2,7 % en 2022 et à 4,3 % au premier semestre 2023.
En décembre 2023, le Tribunal Administratif de Paris refuse de faire droit aux demandes d’exécution supplémentaires et d’astreintes sollicitées par les associations, constatant que des mesures avaient été prises par l’État depuis octobre 2021 et que le dépassement du budget carbone était presque complètement compensé fin 2022,. Les associations saisissent alors le Conseil d’État, qui, en décembre 2024, renvoie le dossier devant la Cour administrative d'appel,.

## Réactions citoyennes, médiatiques et politiques

### Soutiens

#### Pétition
La démarche est également soutenue par une pétition de soutien, lancée le 18 décembre 2018, qui rassemble plus de 100 000 signatures au bout de cinq heures. Moins de 48 heures plus tard, la pétition dépasse le million de signatures. D'une ampleur sans précédent en France, la pétition atteint 2,1 millions le 27 janvier.
La pétition est hébergée par Greenpeace France, qui contrôle la base de données des signataires en vérifiant la validité des adresses de courriel et supprimant les doublons. Selon le site Contrepoints, ces chiffres seraient à prendre avec précaution puisque Greenpeace est juge et partie. Néanmoins cette suspicion n'est partagée ni par le gouvernement visé par l'attaque, ni par les médias nationaux qui reprennent les chiffres de la pétition.
Le nombre historique de signatures a été en partie permis grâce au numérique. Il témoigne de la transformation et la massification du débat public qui « s’appuie désormais sur le nouvel espace public ouvert par Internet et les réseaux sociaux ».

### Positions médiatiques face au recours en justice

#### En désaccord
- Pour Marc Fontecave, professeur au Collège de France et membre du conseil scientifique d’EDF, la pétition est « déplacée », la France étant un leader mondial en matière de limitation des gaz à effet de serre[56].

#### En accord
- Jean-Paul Markus, juriste, estime que « le juge administratif influence la loi de manière indirecte. S’il y a une injonction de sa part, l’État devra se mettre en conformité[9]. »
- Marie Toussaint, présidente de l'ONG Notre affaire à Tous, demande à l'État de faire plus dans l'émission Bourdin Direct sur la radio RMC : « Ce qu'on demande à l'État c'est d'agir pour le climat, c'est possible. On voit que dans de très nombreux domaines, l'État pourrait faire plus, l'État pourrait faire mieux. On a l'impression qu'il parle beaucoup et qu'il n'agit pas. Quand on voit les objectifs dans la loi dans un certain nombre de secteurs, l'État est en retard alors qu'on sait qu'il a les leviers pour le faire »[57].
- Pour Lucile Schmid, vice-présidente du think tank La Fabrique écologique, le succès de la pétition « L’Affaire du siècle » montre que la société française a pris la mesure de l’enjeu[58].
- Pour Carole-Anne Sénit, politologue, le succès de la pétition visant à sanctionner l’État français pour inaction climatique confère au pouvoir judiciaire un rôle primordial dans la défense de l’environnement[59].

## Autres actions

### Le débat du siècle
En mars 2022, dans le contexte de l'élection présidentielle, L'Affaire du siècle organise le Débat du siècle dans le but de permettre aux candidats à la présidentielle de présenter leurs réponses à la décision judiciaire pour inaction climatique. L'émission est diffusée sur la chaine Twitch de Jean Massiet et coanimée par la journaliste Paloma Moritz. Il ne s'agit pas d'un débat entre candidats, mais de « grands oraux », sur les propositions des candidats concernant le climat. Les participants à l'émission du 13 mars sont Yannick Jadot, Valérie Pécresse, Fabien Roussel, Philippe Poutou et Anne Hidalgo. Jean-Luc Mélenchon, qui n'était pas disponible, a été invité à un « rattrapage » le 16 mars,. Emmanuel Macron n’a d'abord pas répondu à l’invitation, avant de décliner,. Les candidats climatosceptiques ou n'ayant pas formulé de proposition concernant le climat n'ont pas été invités.